# Лами-Шаппюи, Джейсон
Дже́йсон Лами́-Шаппюи́ (фр. Jason Lamy-Chappuis; род. 9 сентября 1986[…], Мизула, Монтана) — французский двоеборец, олимпийский чемпион 2010 года, 5-кратный чемпион мира, трёхкратный обладатель Кубка мира в общем зачёте (2009/10, 2010/11 и 2011/12).
Мать Джейсона — американка, а отец — француз. Переехал во Францию из США в возрасте 4 лет. У Лами-Шаппюи немало родственников в США, которые поддерживают его во время соревнований в Северной Америке. Джейсон сотрудничает с американской лыжной сборной. Двоюродный брат Джейсона Ронан выступает в прыжках на лыжах с трамплина и участвовал в Олимпийских играх 2014 года в Сочи.
Занял третье место в Кубке мира 2006/2007 (первый француз, попавший в тройку лучших по итогам Кубка мира, с тех пор как Фабрис Ги выиграл Кубок мира в сезоне 1991/1992).
На Олимпиаде-2006 в Турине занял 4-е место в спринте на 7,5 км, 11-е место в гонке на 15 км и 5-е место в эстафете.
На Олимпиаде-2010 в Ванкувере выиграл гонку на 10 км (нормальный трамплин). После прыжка Джейсон шёл пятым, но в гонке финишным ускорением смог опередить лидировавшего на последнем километре американца Джонни Спиллейна и выиграл первое олимпийское золото для Франции в лыжном двоеборье с 1992 года и первую олимпийскую медаль в этом виде спорта с 1998 года.
В октябре 2013 года Джейсон был выбран знаменосцем сборной Франции на церемонии открытия зимних Олимпийских игр 2014 года в Сочи.
На Играх в Сочи Джейсон остался без наград, лучшим его результатом стало 4-е место в командном первенстве. На Олимпийских играх 2018 года Лами-Шаппюи занял пятое место в командном первенстве, в личных дисциплинах занял 30-е и 31-е места.

## Награды
- Кавалер ордена Почётного легиона (13 июля 2010 года)[6]